# NOAD in het seizoen 1960/61
Het seizoen 1960/1961 was het zevende jaar in het bestaan van de Tilburgse betaaldvoetbalclub NOAD. De club kwam uit in de Eredivisie en eindigde daarin op de 18e plaats, dit betekende dat de club rechtstreeks degradeerde naar de Eerste divisie. Tevens deed de club mee aan het toernooi om de KNVB Beker, hierin werd de club in de groepsfase uitgeschakeld.

## Wedstrijdstatistieken

### Eredivisie
|       | ADO   | Ajax  | Alkmaar '54 | DOS   | DWS/A | Elinkwijk | Sportclub Enschede | Feijenoord | Fortuna '54 | GVAV  | MVV   | NAC   | PSV   | Rapid JC | Sparta | VVV   | Willem II |
| ----- | ----- | ----- | ----------- | ----- | ----- | --------- | ------------------ | ---------- | ----------- | ----- | ----- | ----- | ----- | -------- | ------ | ----- | --------- |
| Thuis | 3 – 5 | 1 – 4 | 0 – 0       | 1 – 1 | 1 – 3 | 0 – 1     | 1 – 1              | 1 – 5      | 0 – 3       | 0 – 2 | 3 – 2 | 2 – 3 | 2 – 1 | 1 – 2    | 0 – 2  | 1 – 5 | 0 – 2     |
| Uit   | 3 – 1 | 3 – 0 | 0 – 0       | 1 – 1 | 0 – 0 | 6 – 0     | 3 – 0              | 4 – 1      | 3 – 2       | 3 – 0 | 2 – 0 | 2 – 0 | 1 – 1 | 0 – 0    | 0 – 2  | 8 – 1 | 0 – 2     |

### KNVB Beker
| Groepsfase                                                | NOAD       | 0 – 3 (0 – 1) | BVV                                                  |
| 14 augustus 1960 Plaats: Tilburg Gemeentelijk Sportpark   |            |               | 11', 90' Sepp Seemann 87' (e.d.) Frans van der Meijs |
| Groepsfase                                                | Wilhelmina | 0 – 2 (0 – 0) | NOAD                                                 |
| 18 september 1960 Plaats: 's-Hertogenbosch De Wolfsdonken |            |               | 82' Frits Louer Theo Kraan                           |
| Groepsfase                                                | NOAD       | 0 – 0         | Willem II                                            |
| 1 januari 1961 Plaats: Tilburg Gemeentelijk Sportpark     |            |               |                                                      |

## Statistieken NOAD 1960/1961

### Eindstand NOAD in de Nederlandse Eredivisie 1960 / 1961
| Stand | Gespeeld | Gewonnen | Gelijk | Verloren | Punten | Doelpunten voor | Doelpunten tegen |
| ----- | -------- | -------- | ------ | -------- | ------ | --------------- | ---------------- |
| 18e   | 34       | 4        | 8      | 22       | 16     | 28              | 81               |

### Topscorers
| #      | Naam                 | Goal |
| ------ | -------------------- | ---- |
| 1.     | Nico de Bruijn       | 6    |
| 2.     | Theo Kraan           | 5    |
| 2.     | Frits Louer          | 5    |
| 2.     | Johnny van der Velde | 5    |
| 5.     | Theo Simons          | 2    |
| 6.     | Ruud de Chêne        | 1    |
| 6.     | Piet Dankers         | 1    |
| 6.     | Piet Ebbing          | 1    |
| 6.     | Dirk Lammers         | 1    |
| 6.     | Gerrit Wilborts      | 1    |
| Totaal | Totaal               | 28   |

| #      | Naam        | Goal |
| ------ | ----------- | ---- |
| 1.     | Theo Kraan  | 1    |
| 1.     | Frits Louer | 1    |
| Totaal | Totaal      | 2    |

## Voetnoten
ADO ·
Ajax ·
Alkmaar '54 ·
DOS ·
DWS/A ·
Elinkwijk ·
Sportclub Enschede ·
Feijenoord ·
Fortuna '54 ·
GVAV ·
MVV ·
NAC ·
NOAD ·
PSV ·
Rapid JC ·
Sparta ·
VVV ·
Willem II